# Kultura ulucka
Kultura ulucka – rozwinęła się na miejscowym podłożu mustierskim z narzędziami zębatymi. Nazwa tej kultury pochodzi od stanowiska Grotte dell Cavallo położonego w Zatoce Uluzzo w Apulii. Kultura ulucka rozwijała się w okresie od ok. 36 do ok. 30 tys. lat temu. Obecność elementów kulturowych utożsamianych z kulturą ulucką poświadczona jest na terenie Półwyspu Apenińskiego oraz na obszarze wschodniego Peloponezu. Do przewodnich narzędzi w inwentarzach tej kultury należy zaliczyć tylczaki łukowe z zatępionym tylcem wykonywanych na wiórach jak i odłupkach spotykane są także okazy wykonywane na kamiennych płytkach. Inwentarz narzędziowy tej kultury uzupełniany jest przez drapacze, zgrzebła oraz zbrojniki broni łowieckiej wykonywane za pomocą techniki łuszczniowej. Na terenie południowo-wschodniej, jak i południowo-zachodniej Italii poświadczona jest obecność stożkowatych ostrzy kościanych. Ludność kultury ulcuckiej zajmowała jaskinie np. w wąwozie Klisoura stanowisko Jaskinia 1 jak i stanowiska otwarte.